# Oscar and the Wolf
Oscar and the Wolf (né le 22 février 1991 à Jette), de son vrai nom Max Colombie, est un chanteur belge de synthpop.

## Biographie
Après deux EP renommés, il sort en 2014 son premier album très attendu, Entity, d'abord au Benelux, puis dans le reste de l'Europe. En 2017, il sort Infinity son deuxième album.